# Chamaecytisus austriacus
Espèce
Classification phylogénétique
Synonymes
- Cytisus austriacus L.[1]

Chamaecytisus austriacus est une espèce de plantes à fleurs de la famille des Fabaceae et du genre Chamaecytisus originaire d'Europe centrale et de l'Est, d'Asie de l'Ouest et du Caucase.

## Description
Chamaecytisus austriacus est une plante vivace qui atteint généralement une hauteur de 30 à 70 cm. La tige dressée est étroitement couverte de poils gris argenté. Les feuilles disposées en hélice sont pétiolées et doigtées à trois chiffres. Les folioles entièrement bordées sont étroitement couvertes de poils gris sur la face inférieure, de forme obovale-elliptique à lancéolée et une à cinq fois plus longues que larges. La foliole terminale est à peine plus grande que la foliole latérale.
La période de floraison s'étend de juin à octobre en Europe centrale. Les fleurs sont généralement par paires à huit en grappes terminales courtes sur les longues pousses. Le pédoncule est au plus la moitié de la longueur du calice. Les fleurs sont des fleurs papillon zygomorphes et hermaphrodites et mesurent moins de 2 cm. Le calice tubulaire est plus de deux fois plus long que large. Les pétales jaunes sont libres les uns des autres. Le pétale supérieur est plus ou moins densément poilu à l'extérieur et sans tache sombre. La fleur papilionacée est plus courte que le pétale supérieur et l'aile et sinon les cils nus. Il y a dix étamines ainsi qu'un ovaire supérieur avec un stylet légèrement incurvé vers le haut avec un stigmate.
Le fruit est une légumineuse.
Le nombre de chromosomes est 2n = 48, 50 ou 100.

## Répartition
L'espèce a son aire de répartition naturelle à l'est de l'Europe centrale, de l'Est et du Sud-Est ainsi qu'en Asie de l'Ouest et dans le Caucase.

## Écologie
Chamaecytisus austriacus est un chamaephyte. L'espèce aime pousser sur le loess.
La fleur a pour parasite Aphis cytisorum (sv). Le fruit a pour parasite Bruchidius lividimanus, Bruchidius villosus, Coleophora supinella (en), Tychius parallelus (de). La feuille a pour parasite Arytaina genistae (sv), Livilla horvathi (sv), Aculus sarothamni, Livilla radiata (sv), Erysiphe trifoliorum, Phyllonorycter eugregori (en), Phyllonorycter staintoniella, Leucoptera cytisiphagella (en), Uromyces fulgens, Uromyces pallidus, Asphondylia cytisi (sv). La racine a pour parasite Sitona striatellus. La tige a pour parasite Trifurcula chamaecytisi (en), Trifurcula pallidella et Acyrthosiphon parvum (sv).